# NGC 1061
NGC 1061 este o galaxie spirală situată în constelația Triunghiul. A fost descoperită în 1849 de către William Parsons, 3rd Earl of Rosse⁠(d). Se află la o distanță de 54,46 de megaparseci de Pământ.